# Kanton La Celle-Saint-Cloud
Kanton La Celle-Saint-Cloud (fr. Canton de la Celle-Saint-Cloud) je francouzský kanton v departementu Yvelines v regionu Île-de-France. Skládá se ze dvou obcí.

## Obce kantonu
- Bougival
- La Celle-Saint-Cloud